# 小野田坂太郎
小野田 坂太郎（おのだ さかたろう、1869年4月〈明治2年4月〉- ?）は、日本の柔術家である。

## 経歴
1869年4月（明治2年4月）に岡山県御津郡鹿田村大字東古松の小野田定次郎の次男として生まれる。
12歳で小学校を卒業して備中都窪郡藁高村の竹内重吉の門に入り起倒流柔術を学んだ。16歳で目録、18歳で起倒流天之巻、19歳で地之巻、20歳で人之巻、22歳で免許皆伝を受けた。幼少より武術を志してから自宅より5里（19,6㎞）の道を通い十余年修行した。23歳の時に岡山県御津郡内田村の藤原大作に就いて真妙流柔術を学び後に免許皆伝となった。
藤田大作は岡山に流浪してきた浪人とされている。
上記の起倒流の他に小野田は高尾右平治から起倒流を6年学んだ。また、作州垪和に3年間滞在して竹内流十一代目の竹内藤一郎久則に就いて竹内流を修行して免許皆伝を授かった。
26歳で東京に出て芝区白銀大町の正四位子爵の竹内惟忠に就いて竹内流を学び1897年（明治30年）に免許皆伝を受けた。
1897年（明治30年）岡山市岡町の自宅に明武館を設立した。また各地を遍歴して兵庫県家島、香川県小豆島土庄町他に6か所、豊島、真島、岡山県内の犬島、福田、青江、赤磐郡高陽村2か所、邑久郡朝日村、上道郡六番、光政村、今村平田、今保などに24支部を作った。門人は七千人いたとされる。
京都武徳会本部発会式大会では講道館四天王の山下義韶と組んで口論した後に試合し引き分けている。
試合は小野田坂太郎が山下義韶に投げられて敗れたように見えたが、投げられる時に小野田の逆手技により山下の片腕が折れていた。このため勝負の判定が問題になり後々までその勝負は語り伝えられたとされる。
明武館には武南喜三太、年常宗十郎、浅野市太郎、真鶴、板野柾太郎、岡崎、浜野英太郎、長瀬元治、浅野忠兵衛、宮本常松、松下寛吾、大森毅などがいた。
著名な弟子に海軍中将となった濱野英次郎とプロレスラーの三宅太留次がいる。